# Draft 2025 de la NBA
2024 2026
La draft 2025 de la NBA est la 79e draft annuelle de la National Basketball Association (NBA), se déroulant en amont de la saison 2025-2026. Le premier tour se déroule le 25 juin 2025 au Barclays Center de Brooklyn, et le second tour le 26 juin 2025 au même endroit.

## Règles d'éligibilité
La draft est menée en vertu des règles d'admissibilité établies dans la nouvelle convention collective de 2011, désignée sous le terme de Collective Bargaining Agreement ou CBA. Cette convention est signée entre la ligue et le syndicat des joueurs. Le CBA qui a mis fin au lock-out de 2011 n'a institué aucun changement immédiat à la draft, mais a appelé à un comité de propriétaires et de joueurs pour discuter des changements à venir. À partir de 2012, les règles d'admissibilité de base pour la draft sont listées ci-dessous :
- Tous les joueurs repêchés (draftés) doivent avoir au moins 19 ans au cours de l'année civile de la draft. En termes de dates, les joueurs admissibles doivent être nés avant le 31 décembre 2006[2].
- Tout joueur qui n'est pas un « joueur international », tel que défini par le CBA, doit être retiré au moins un an de sa classe de lycée[2]. Le CBA définit les « joueurs internationaux » comme des joueurs qui ont résidé de manière permanente en dehors des États-Unis pendant trois ans avant la draft, qui n'ont pas terminé l'école secondaire aux États-Unis, et n'ont jamais été inscrits dans un collège ou une université américaine[2].

L'exigence de base pour l'admissibilité automatique pour un joueur américain est l'achèvement de son admissibilité universitaire. Les joueurs qui répondent à la définition du CBA des « joueurs internationaux » sont automatiquement admissibles si leur 22e anniversaire tombe pendant l'année civile de la draft (c'est-à-dire nés avant le 31 décembre 2001). Les joueurs américains qui ont arrêté au moins un an leurs études secondaires et qui ont joué au basket-ball dans les ligues mineures avec une équipe en dehors de la NBA sont également automatiquement admissibles.
Un joueur qui n'est pas automatiquement admissible doit déclarer son éligibilité pour la draft en informant les bureaux NBA par écrit au plus tard 60 jours avant la draft. Selon les règles de la NCAA, les joueurs ont seulement jusqu'en avril pour se retirer de la draft et de maintenir leur admissibilité universitaire.
Un joueur qui a embauché un agent perd son admissibilité pour les années universitaires restantes. En outre, le CBA permet à un joueur de se retirer de la draft à deux reprises.

## Candidats

### Joueurs universitaires
| Légende du statut d'un joueur universitaire - Freshman : 1re année - Sophomore : 2e année - Junior : 3e année - Senior : 4e année | Lexique des postes - G : meneur - arrière - F : ailier - ailier fort - C : pivot |

#### Underclassemen: joueurs qui n’ont pas l’âge pour être automatiquement éligibles
- Ace Bailey – F, Rutgers (freshman)
- Carter Bryant – F, Arizona (freshman)
- Egor Demin – G, BYU (freshman)
- V. J. Edgecombe – G, Baylor (freshman)
- Jeremiah Fears – G, Oklahoma (freshman)
- Cooper Flagg – F, Duke (freshman)
- Rasheer Fleming – F, Saint Joseph's (junior)
- Dylan Harper – G, Rutgers (freshman)
- Kasparas Jakučionis – G, Illinois (freshman)
- Tre Johnson – G, Texas (freshman)
- Kon Knueppel – G, Duke (freshman)
- Yanic Konan Niederhauser – C, Penn State (junior)
- RJ Luis Jr. – G, St. John's (junior)
- Khaman Maluach – C, Duke (freshman)
- Liam McNeeley – F, UConn (freshman)
- Collin Murray-Boyles – F, South Carolina (sophomore)
- Asa Newell – F, Georgia (freshman)
- Drake Powell – G, North Carolina (freshman)
- Tyrese Proctor – G, Duke (junior)
- Derik Queen – C, Maryland (freshman)
- Jase Richardson – G, Michigan State (freshman)
- Will Riley – F, Illinois (freshman)
- Thomas Sorber – C, Georgetown (freshman)
- Adou Thiero – F, Arkansas (junior)
- Danny Wolf – C, Michigan (junior)

#### Joueurs qui ont atteint leurs quatre années universitaires (liste non exhaustive)
- Cedric Coward – G, Washington State
- Maxime Raynaud – C, Stanford
- Omar Rowe – G, Morehouse
- Jamir Watkins - G, Florida State

### Autres
- Muodubem Muoneke – G, Green Bay (en) / Real Betis (Espagne)
- Isaac Nogués – G, Remix de Rip City (NBA G League)
- Dink Pate – G, Capitanes de Mexico (NBA G League)

### Joueurs internationaux
La citoyenneté n'est pas un critère pour déterminer si un joueur est « international » sous le CBA. Pour qu'un joueur soit « international » sous le CBA, il doit répondre à tous les critères suivants :
- résident à l'extérieur des États-Unis depuis au moins trois ans au moment de la draft ;
- n'a pas terminé son cursus universitaire ;
- n'a jamais été inscrit dans une université américaine.

Les joueurs qui remplissent le critère de « joueur international » sont automatiquement éligibles s'ils répondent à n'importe quel critère suivant :
- Ils ont/auront 22 ans durant l'année civile de la draft. Ainsi, pour cette draft, les joueurs nés entre le 1er janvier et le 31 décembre 2003 sont automatiquement éligibles.
- Ils ont signé un contrat avec une équipe professionnelle dans le monde, hors NBA, et ont joué sous ce contrat.

- Izan Almansa (en) – F, Perth Wildcats (Australie)
- Joan Beringer – C, Cedevita Olimpija (Slovénie)
- Mohamed Diawara – F, Cholet Basket (France)
- Noa Essengue – F, Ratiopharm Ulm (Allemagne)
- Hugo González – G, Real Madrid (Espagne)
- Bogoljub Marković – F, Mega Basket (Serbie)
- Ousmane N'Diaye (en) – C, Coviran Granada (Espagne)
- Eli Ndiaye – F, Real Madrid (Espagne)
- Saliou Niang – G, Aquila Basket Trento (Italie)
- Noah Penda – F, Le Mans Sarthe (France)
- Ben Saraf – G, Ratiopharm Ulm (Allemagne)
- Alex Toohey – F, Sydney Kings (Australie)
- Nolan Traoré – G, Saint-Quentin (France)
- Hansen Yang – C, Qingdao Eagles (Chine)
- Rocco Zikarsky – C, Brisbane Bullets (Australie)

## Loterie de la draft
Les 14 premiers choix de la draft appartiennent aux équipes qui n'ont pas été qualifiés pour les playoffs NBA 2025, aussi appelés séries éliminatoires par les francophones d'Amérique du Nord. L'ordre a été déterminé par un tirage au sort. La loterie (lottery) détermine les quatre équipes qui obtiennent les quatre premiers choix de la draft (et leur ordre de choix). Les choix de premier tour restant et les choix du deuxième tour sont affectés aux équipes dans l'ordre inverse de leur bilan victoires-défaites lors de la saison 2024-2025. La loterie de la draft se déroule le 12 mai 2025.
| ^ | Signale le résultat de la loterie |

| Équipe                          | Bilan 2024-2025 | Place après la loterie | Chances d'avoir la loterie | Choix  | Choix  | Choix  | Choix  | Choix  | Choix  | Choix  | Choix  | Choix  | Choix  | Choix  | Choix  | Choix  | Choix  |
| Équipe                          | Bilan 2024-2025 | Place après la loterie | Chances d'avoir la loterie | 1er    | 2e     | 3e     | 4e     | 5e     | 6e     | 7e     | 8e     | 9e     | 10e    | 11e    | 12e    | 13e    | 14e    |
| ------------------------------- | --------------- | ---------------------- | -------------------------- | ------ | ------ | ------ | ------ | ------ | ------ | ------ | ------ | ------ | ------ | ------ | ------ | ------ | ------ |
| Jazz de l'Utah                  | 17-65           | 5e                     | 140                        | 14,0 % | 13,4 % | 12,7 % | 12,0 % | 47,9 % | –      | –      | –      | –      | –      | –      | –      | –      | –      |
| Wizards de Washington           | 18-64           | 6e                     | 140                        | 14,0 % | 13,4 % | 12,7 % | 12,0 % | 27,8 % | 20,0 % | –      | –      | –      | –      | –      | –      | –      | –      |
| Hornets de Charlotte            | 19-63           | 4e                     | 140                        | 14,0 % | 13,4 % | 12,7 % | 12,0 % | 14,8 % | 26,0 % | 7,0 %  | –      | –      | –      | –      | –      | –      | –      |
| Pelicans de La Nouvelle-Orléans | 21-61           | 7e                     | 125                        | 12,5 % | 12,2 % | 11,9 % | 11,5 % | 7,2 %  | 25,7 % | 16,8 % | 2,2 %  | –      | –      | –      | –      | –      | –      |
| 76ers de Philadelphie           | 24-58           | 3e                     | 105                        | 10,5 % | 10,5 % | 10,6 % | 10,5 % | 2,2 %  | 19,6 % | 26,7 % | 8,7 %  | 0,6 %  | –      | –      | –      | –      | –      |
| Nets de Brooklyn                | 26-56           | 8e                     | 90                         | 9,0 %  | 9,2 %  | 9,4 %  | 9,6 %  | –      | 8,6 %  | 29,7 % | 20,6 % | 3,7 %  | 0,2 %  | –      | –      | –      | –      |
| Raptors de Toronto              | 30-52           | 9e                     | 75                         | 7,5 %  | 7,8 %  | 8,1 %  | 8,5 %  | –      | –      | 19,7 % | 34,1 % | 12,9 % | 1,3 %  | <0,1 % | –      | –      | –      |
| Spurs de San Antonio            | 34-48           | 2e                     | 60                         | 6,0 %  | 6,3 %  | 6,7 %  | 7,2 %  | –      | –      | –      | 34,5 % | 32,0 % | 6,8 %  | 0,4 %  | <0,1 % | –      | –      |
| Suns de Phoenix                 | 36-46           | 10e                    | 38                         | 3,8 %  | 4,1 %  | 4,5 %  | 4,9 %  | –      | –      | –      | –      | 50,7 % | 28,3 % | 3,5 %  | 0,1 %  | <0,1 % | –      |
| Trail Blazers de Portland       | 36-46           | 11e                    | 37                         | 3,7 %  | 4,0 %  | 4,4 %  | 4,8 %  | –      | –      | –      | –      | –      | 63,4 % | 18,5 % | 1,2 %  | <0,1 % | <0,1 % |
| Mavericks de Dallas             | 39-43           | 1er                    | 18                         | 1,8 %  | 2,0 %  | 2,2 %  | 2,5 %  | –      | –      | –      | –      | –      | –      | 77,6 % | 13,5 % | 0,5 %  | <0,1 % |
| Bulls de Chicago                | 39-43           | 12e                    | 17                         | 1,7 %  | 1,9 %  | 2,1 %  | 2,4 %  | –      | –      | –      | –      | –      | –      | –      | 85,2 % | 6,6 %  | 0,1 %  |
| Kings de Sacramento             | 40-42           | 13e                    | 8                          | 0,8 %  | 0,9 %  | 1,0 %  | 1,1 %  | –      | –      | –      | –      | –      | –      | –      | –      | 92,9 % | 3,3 %  |
| Hawks d'Atlanta                 | 40-42           | 14e                    | 7                          | 0,7 %  | 0,8 %  | 0,9 %  | 1,0 %  | –      | –      | –      | –      | –      | –      | –      | –      | –      | 96,6 % |

## Draft

### Légende
| ^ | Signale un joueur qui a été intronisé au Basketball Hall of Fame                                                                |
| * | Signale un joueur qui a été sélectionné pour au moins un match annuel NBA All-Star Game et une récompense annuelle All-NBA Team |
| + | Signale un joueur qui a été sélectionné pour au moins un match annuel NBA All-Star Game                                         |
| x | Signale un joueur qui a été sélectionné pour au moins une récompense annuelle All-NBA Team                                      |
| R | Signale le joueur qui a remporté le titre de NBA Rookie of the Year                                                             |

### Premier tour
| Choix | Nom                      | Position | Nationalité          | Équipe                                                                                 | Provenance                         |
| ----- | ------------------------ | -------- | -------------------- | -------------------------------------------------------------------------------------- | ---------------------------------- |
| 1     | Cooper Flagg             | F        | États-Unis           | Mavericks de Dallas                                                                    | Blue Devils de Duke                |
| 2     | Dylan Harper             | G        | États-Unis           | Spurs de San Antonio                                                                   | Scarlet Knights de Rutgers         |
| 3     | V. J. Edgecombe          | G        | Bahamas              | 76ers de Philadelphie                                                                  | Bears de Baylor                    |
| 4     | Kon Knueppel             | F        | États-Unis           | Hornets de Charlotte                                                                   | Blue Devils de Duke                |
| 5     | Ace Bailey               | F        | États-Unis           | Jazz de l'Utah                                                                         | Scarlet Knights de Rutgers         |
| 6     | Tre Johnson              | G        | États-Unis           | Wizards de Washington                                                                  | Longhorns du Texas                 |
| 7     | Jeremiah Fears           | G        | États-Unis           | Pelicans de La Nouvelle-Orléans                                                        | Sooners de l'Oklahoma              |
| 8     | Egor Demin               | G        | Russie               | Nets de Brooklyn                                                                       | Cougars de BYU                     |
| 9     | Collin Murray-Boyles     | F        | États-Unis           | Raptors de Toronto                                                                     | Gamecocks de la Caroline du Sud    |
| 10    | Khaman Maluach           | C        | Soudan du Sud        | Rockets de Houston                                                                     | Blue Devils de Duke                |
| 11    | Cedric Coward            | F        | États-Unis           | Trail Blazers de Portland                                                              | Cougars de Washington State        |
| 12    | Noa Essengue             | F        | France               | Bulls de Chicago                                                                       | Ratiopharm Ulm (Allemagne)         |
| 13    | Derik Queen              | C        | États-Unis           | Hawks d'Atlanta (de Sacramento)                                                        | Terrapins du Maryland              |
| 14    | Carter Bryant            | F        | États-Unis           | Spurs de San Antonio (d'Atlanta)                                                       | Wildcats de l'Arizona              |
| 15    | Thomas Sorber            | C        | États-Unis           | Thunder d'Oklahoma City (de Miami)                                                     | Hoyas de Georgetown                |
| 16    | Hansen Yang              | C        | Chine                | Grizzlies de Memphis (d'Orlando)                                                       | Qingdao Eagles (Chine)             |
| 17    | Joan Beringer            | C        | France               | Timberwolves du Minnesota (de Détroit via New York, Oklahoma City et Houston)          | Cedevita Olimpija (Slovénie)       |
| 18    | Walter Clayton Jr.       | G        | États-Unis           | Wizards de Washington (de Memphis)                                                     | Gators de la Floride               |
| 19    | Nolan Traoré             | G        | France               | Nets de Brooklyn (de Milwaukee via New York, Détroit, Portland et La Nouvelle-Orléans) | Saint-Quentin Basket-Ball (France) |
| 20    | Kasparas Jakučionis      | G        | Lituanie             | Heat de Miami (de Golden State)                                                        | Fighting Illini de l'Illinois      |
| 21    | Will Riley               | F        | Canada               | Jazz de l'Utah (de Minnesota)                                                          | Fighting Illini de l'Illinois      |
| 22    | Drake Powell             | G        | États-Unis           | Hawks d'Atlanta (des L.A. Lakers via La Nouvelle-Orléans)                              | Tar Heels de la Caroline du Nord   |
| 23    | Asa Newell               | F        | États-Unis           | Pelicans de La Nouvelle-Orléans (d'Indiana)                                            | Bulldogs de la Géorgie             |
| 24    | Nique Clifford           | G        | États-Unis           | Thunder d'Oklahoma City (des L.A. Clippers)                                            | Rams de Colorado State             |
| 25    | Jase Richardson          | G        | États-Unis           | Magic d'Orlando (de Denver)                                                            | Spartans de Michigan State         |
| 26    | Ben Saraf                | G        | Israël               | Nets de Brooklyn (de New York)                                                         | Ratiopharm Ulm (Allemagne)         |
| 27    | Danny Wolf               | F        | États-Unis Israël    | Nets de Brooklyn (de Houston)                                                          | Wolverines du Michigan             |
| 28    | Hugo González            | G        | Espagne              | Celtics de Boston                                                                      | Real Madrid (Espagne)              |
| 29    | Liam McNeeley            | G        | États-Unis           | Suns de Phoenix (de Cleveland via Utah)                                                | Huskies du Connecticut             |
| 30    | Yanic Konan Niederhäuser | C        | Suisse Côte d'Ivoire | Clippers de Los Angeles (d'Oklahoma City)                                              | Nittany Lions de Penn State        |

### Deuxième tour
| Choix              | Nom               | Position | Nationalité         | Équipe                                                                            | Provenance                              |
| ------------------ | ----------------- | -------- | ------------------- | --------------------------------------------------------------------------------- | --------------------------------------- |
| 31                 | Rasheer Fleming   | F        | États-Unis          | Timberwolves du Minnesota (de Utah)                                               | Hawks de Saint-Joseph                   |
| 32                 | Noah Penda        | F        | France              | Celtics de Boston (de Washington via Détroit et Brooklyn)                         | Le Mans Sarthe Basket (France)          |
| 33                 | Sion James        | G        | États-Unis          | Hornets de Charlotte                                                              | Blue Devils de Duke                     |
| 34                 | Ryan Kalkbrenner  | C        | États-Unis          | Hornets de Charlotte (de La Nouvelle-Orléans via San Antonio, Phoenix et Memphis) | Bluejays de Creighton                   |
| 35                 | Johni Broome      | F/C      | États-Unis          | 76ers de Philadelphie                                                             | Tigers d'Auburn                         |
| 36                 | Adou Thiero       | F        | États-Unis          | Nets de Brooklyn                                                                  | Razorbacks de l'Arkansas                |
| 37                 | Chaz Lanier       | G        | États-Unis          | Pistons de Détroit (de Toronto via Dallas et San Antonio)                         | Volunteers du Tennessee                 |
| 38                 | Kam Jones         | G        | États-Unis          | Spurs de San Antonio                                                              | Golden Eagles de Marquette              |
| 39                 | Alijah Martin     | G        | États-Unis          | Raptors de Toronto (de Portland via Sacramento)                                   | Gators de la Floride                    |
| 40                 | Micah Peavy       | F        | États-Unis          | Wizards de Washington (de Phoenix)                                                | Hoyas de Georgetown                     |
| 41                 | Koby Brea         | G        | États-Unis          | Warriors de Golden State (de Miami via Brooklyn et Indiana)                       | Wildcats du Kentucky                    |
| 42                 | Maxime Raynaud    | C        | France              | Kings de Sacramento (de Chicago via San Antonio)                                  | Cardinal de Stanford                    |
| 43                 | Jamir Watkins     | G        | États-Unis          | Jazz de l'Utah (de Dallas)                                                        | Seminoles de Florida State              |
| 44                 | Brooks Barnhizer  | F        | États-Unis          | Thunder d'Oklahoma City (d'Atlanta)                                               | Wildcats de Northwestern                |
| 45                 | Rocco Zikarsky    | C        | Australie           | Bulls de Chicago (de Sacramento)                                                  | Brisbane Bullets (Australie)            |
| 46                 | Amari Williams    | C        | Royaume-Uni         | Magic d'Orlando                                                                   | Wildcats du Kentucky                    |
| 47                 | Bogoljub Marković | F        | Serbie              | Bucks de Milwaukee (de Détroit via Washington)                                    | Mega Basket (Serbie)                    |
| 48                 | Javon Small       | G        | États-Unis          | Grizzlies de Memphis (de Golden State via Washington et Brooklyn)                 | Mountaineers de la Virginie-Occidentale |
| 49                 | Tyrese Proctor    | G        | Australie           | Cavaliers de Cleveland (de Milwaukee)                                             | Blue Devils de Duke                     |
| 50                 | Kobe Sanders      | G/F      | États-Unis          | Knicks de New York (de Memphis via Oklahoma City et Boston)                       | Wolf Pack du Nevada                     |
| 51                 | Mohamed Diawara   | F        | France              | Clippers de Los Angeles (de Minnesota via Atlanta et Houston)                     | Cholet Basket (France)                  |
| 52                 | Alex Toohey       | F        | Australie           | Suns de Phoenix (de Denver via Hornets de Charlotte et Minnesota)                 | Sydney Kings (Australie)                |
| 53                 | John Tonje        | G        | États-Unis Cameroun | Jazz de l'Utah (des L.A. Clippers via L.A. Lakers)                                | Badgers du Wisconsin                    |
| 54                 | Taelon Peter      | G        | États-Unis          | Pacers de l'Indiana                                                               | Flames de Liberty                       |
| 55                 | Lachlan Olbrich   | F        | Australie           | Lakers de Los Angeles                                                             | Illawarra Hawks (Australie)             |
| Knicks de New York |                   |          |                     |                                                                                   |                                         |
| 56                 | Will Richard      | G        | États-Unis          | Grizzlies de Memphis (de Houston)                                                 | Gators de la Floride                    |
| 57                 | Max Shulga        | G        | Ukraine             | Magic d'Orlando (de Boston)                                                       | Rams de VCU                             |
| 58                 | Saliou Niang      | F        | Italie Sénégal      | Cavaliers de Cleveland                                                            | Aquila Basket Trento (Italie)           |
| 59                 | Jahmai Mashack    | G        | États-Unis          | Rockets de Houston (d'Oklahoma City via Atlanta)                                  | Volunteers du Tennessee                 |